# Szczodrowo (województwo pomorskie)
Szczodrowo (niem. Schadrau) – wieś kociewska w Polsce, położona w województwie pomorskim, w powiecie starogardzkim, w gminie Skarszewy. Wieś jest siedzibą sołectwa Szczodrowo, w którego skład wchodzi również Przerębska Huta i Szczodrowski Młyn. Prowadzi tędy Szlak Skarszewski – zielony znakowany szlak turystyczny oraz rowerowy Szlak Tczewski. 
| SIMC    | Nazwa           | Rodzaj    |
| ------- | --------------- | --------- |
| 0171865 | Przerębska Huta | część wsi |

Wieś wzmiankowana po raz pierwszy w 1198 roku, kiedy to została nadana joannitom. 
W latach 1945–1975 miejscowość administracyjnie należała do tzw. dużego województwa gdańskiego, a w latach 1975-1998 do tzw. małego województwa gdańskiego.

## Historia
W 1892 r. Szczodrowo miało 740 mieszkańców, w tym 528 Polaków (507 katolików i 21 ewangelików), 205 Niemców (6 katolików i 199 ewangelików) oraz 7 Żydów.
Od 11 października do początku listopada 1906 r. w miejscowej szkole elementarnej odbył się strajk dzieci przeciwko nauczaniu religii w języku niemieckim. Z uczestników strajku znane jest tylko jedno nazwisko: J. Goldschmidt. Strajk był elementem znacznie większej akcji biernego oporu wobec pruskich władz szkolnych, która na przełomie 1906 i 1907 r. objęła ponad 460 (!) szkół w prowincji Prusy Zachodnie, czyli przedrozbiorowe Pomorze Gdańskie, Powiśle, ziemię chełmińską i ziemię lubawską oraz część Krajny. Inspiracją dla strajków pomorskich były wcześniejsze działania dzieci w prowincji wielkopolskiej, ze słynnym strajkiem we Wrześni (1901) na czele.
W 1913 r. we wsi mieszkało 827 osób. Było 4 szewców: J. Knigge, A. Knorr, W. Knorr, J. Marchewitz; 3 kołodziejów: F. Koschnitzke, A. Schönwald, A. Schröder; 2 krawców: A. Klekatz, J. Wons; 2 kowali A. Neuber,  J. Potulski; ślusarzem był J. Malkowski, budowaniem studni zajmował się Johann Bachholz; były 2 karczmy, które prowadziły też sprzedaż art. kolonialno-spożywczych, prowadzone przez Jana Bukowskiego i Augusta Kowalke. Właścicielem ziemskim był Gustaw Lehman.

## Zabytki

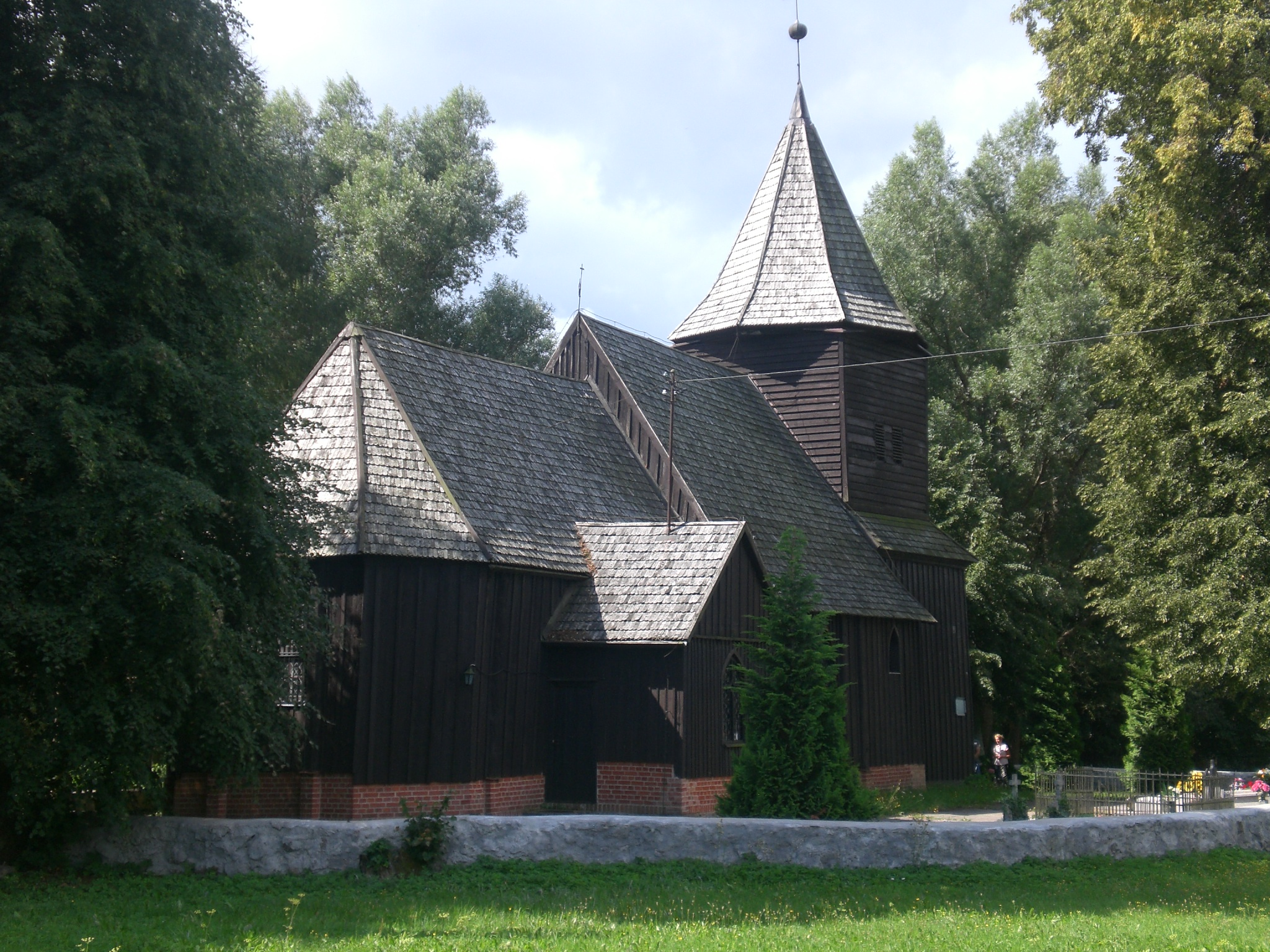
Kościół pw. św.św. Apostołów Szymona i Judy

Według rejestru zabytków NID na listę zabytków wpisany jest zespół kościoła parafialnego, nr rej.: A-126 z 21.11.1959 i z 29.06.2012:
- drewniany kościół pw. św.św. Apostołów Szymona i Judy, (XIV ?) pocz. XVII, XVIII, XIX
- cmentarz kościelny
- ogrodzenie murowane.

Przed 1583 we wsi zbudowano drewniany kościół pw. św. Apostołów Szymona i Judy Tadeusza. Posiadający konstrukcję zrębową kościół był pięciokrotnie przebudowywany (m.in. w 1735 i 1885-1889). Prezbiterium dłuższe o nawy, przed fasadą wieża o dwóch kondygnacjach różnej wielkości zwieńczona hełmem wiciowym. Ogołocony z wyposażenia i zbezczeszczony przez Niemców w czasie II wojny światowej, przeszedł w roku 1960 gruntowną renowację. Zachował się barokowy wystrój, zwłaszcza ołtarz główny z II poł. XVIII w., a także gotycka figura Maryi. Najstarszym zabytkiem jest granitowa kropielnica z XIV wieku.